# 3LAB
3LAB은 미국의 화장품업체이다. 2003년에 재미교포가 설립하였다. ‘LAB’은 연구실, 실험실을 의미하고, 글자 위의 분자 기호는 과학을 의미하며, 적색은 2명의 화학자, 백색은 1명의 의학자를 뜻하며, 추구하는 3가지 목표는 'Perfect Science, Perfect Product, Perfect Skin'이다. 고소득 전문직 여성이 주 고객이다. 케이트 허드슨, 도나텔라 베르사체, 헬렌 미런, 제니퍼 로페즈 등 유명 할리우드 스타들이 애용하면서 입소문을 타고 유럽 명품 화장품들과 미국 시장에서 경쟁을 벌였다.

## 역사
3LAB은 재미교포 부부에 의해 설립되었다. 남편인 데이비드 정은 1970년에 도미했고, 미국 메릴랜드 주립대학(University of Maryland, College Park)에서 공학을 전공하였으며, 3LAB을 포함하여 화장품 OEM 제조 회사인 <잉글우드 랩(Englewood Lab)> 등 4개 회사를 이끌고 있는 CEO이다. 아내인 에리카 정은 미국 일리노이주 오거스타나대학(Augustana College (Illinois))을 졸업하였고, 신라호텔 VIP 고객 관리 매니저를 거쳐 1996년까지 동국방직 뉴욕 지사 매니저를 역임하였으며, 섬유 분야 전문가로서 일하다가 2006년 남편 사업에 본격적으로 합류한 후 마케팅과 관리 능력을 갖춘 수석 부사장으로서 <잉글우드 랩>을 이끌었다.
3LAB 설립 후 약사와 피부과 전문의 등 3명을 연구진으로 고용했다. 제품명인 ‘3LAB’은 바로 그 세 사람을 뜻하는 ‘3’과 ‘연구실’을 뜻하는 ‘랩(LAB)’을 합쳐 만든 것이다. 2009년 7월 기준으로, 미국 뉴저지 소재 2415m2 규모의 제조 공장에 직원 70여 명, 연구진 4명을 확보하고 있다.
3LAB은 패션 잡지와 신문을 대상으로 한 적극적인 홍보와 샘플 마케팅 결과 꾸준한 성장세를 유지하였고, 2008년 매출은 소매가 기준 3000만 달러를 기록했다. 2009년 7월 기준으로, 미국의 <바니스 뉴욕> 9개점, <노스트롬> 22개점, <삭스 피프스 애비뉴>, <블리스>, 영국의 <셀프리지스>, 독일 내 90여 개의 백화점과 화장품 유통 매장, 벨기에, 네덜란드, 홍콩 등에 진출해 있다.
2007년 3월, 미국 패션업계의 권위지인 WWD(Women’s Wear Daily)는 3LAB을 '떠오르는 별'(rising star)로 소개하였다. 2009년 9월, WWD는 "첨단 과학을 기초로 한 최고의 기능성 화장품 3LAB이 '블리스 스파', '노스트롬' 등에 입점하며 새로운 도약을 준비하고 있다. 미국, 독일, 영국 등에서의 성공적인 성장을 바탕으로 스위스, 캐나다 등으로도 활발히 진출할 것으로 보인다"라고 전망했는데, WWD에 따르면 3LAB은 2007년 <바니스 뉴욕> 입점 이후로 2009년 6월부터 7월에 걸쳐 유명 스파 체인 <블리스>의 체인 3곳과 미 전역 <노스트롬 백화점> 20여 군데에 입점하여 유통망을 확보했다. 2009년 현재 6000만 명 이상의 독자를 확보한 것으로 알려진, 오프라 윈프리가 발행하는 패션 잡지 《O, The Oprah Magazine》 등에 제품이 소개되기도 하였다.

## 국외 진출

### 대한민국 진출
2005년에 대한민국 시장에 진출하였고, 주름 개선이나 미백 등 기능성 화장품을 대표 상품으로 내세우고 스타 마케팅을 활용해 성과를 드러내면서, 진출 두 달 만에 대한민국 내 유명 백화점과 면세점에 입점하며 고급 화장품 시장에서 급성장했다. 15년 동안 현대자동차와 현대중공업 등에서 주로 영업을 담당했던 조남진이 초대 한국지사장을 맡았다.
2006년 8월 29일에 MBC 《PD수첩》이 《세계 상위 1%에게만 드리는 특권》이라는 제목으로 3LAB에 대해 다루었는데, 이 방송에서는 3LAB이 어떻게 대한민국 내에서 단시간에 명품의 반열에 올랐는지에 대해 다루었고 명품에 열광하는 한국인의 허영심과 정보 확인에 소홀한 언론의 무책임을 담았다.
《PD수첩》의 방송으로 3LAB이 허위 광고를 했다는 것이 알려지면서 대한민국 시장에서 철수하였다가 2008년에 대한민국 시장에 재진출하였다. 2007년 7월, 《PD수첩》에서 다룬 허위 광고와 관련하여 3LAB 사장은 한국지사가 처음 브랜드를 띄워야 한다는 조급함에 실수가 있었으나 제품 자체는 문제가 없다고 해명했고 미국 내 유명 백화점들에 입점해 좋은 반응을 얻고 있는 것이 그 반증이라고 설명했다.

## 같이 보기
- 네트워크 효과
- 스놉 효과
- 편승 효과